# Contribución australiana a la batalla de Normandía

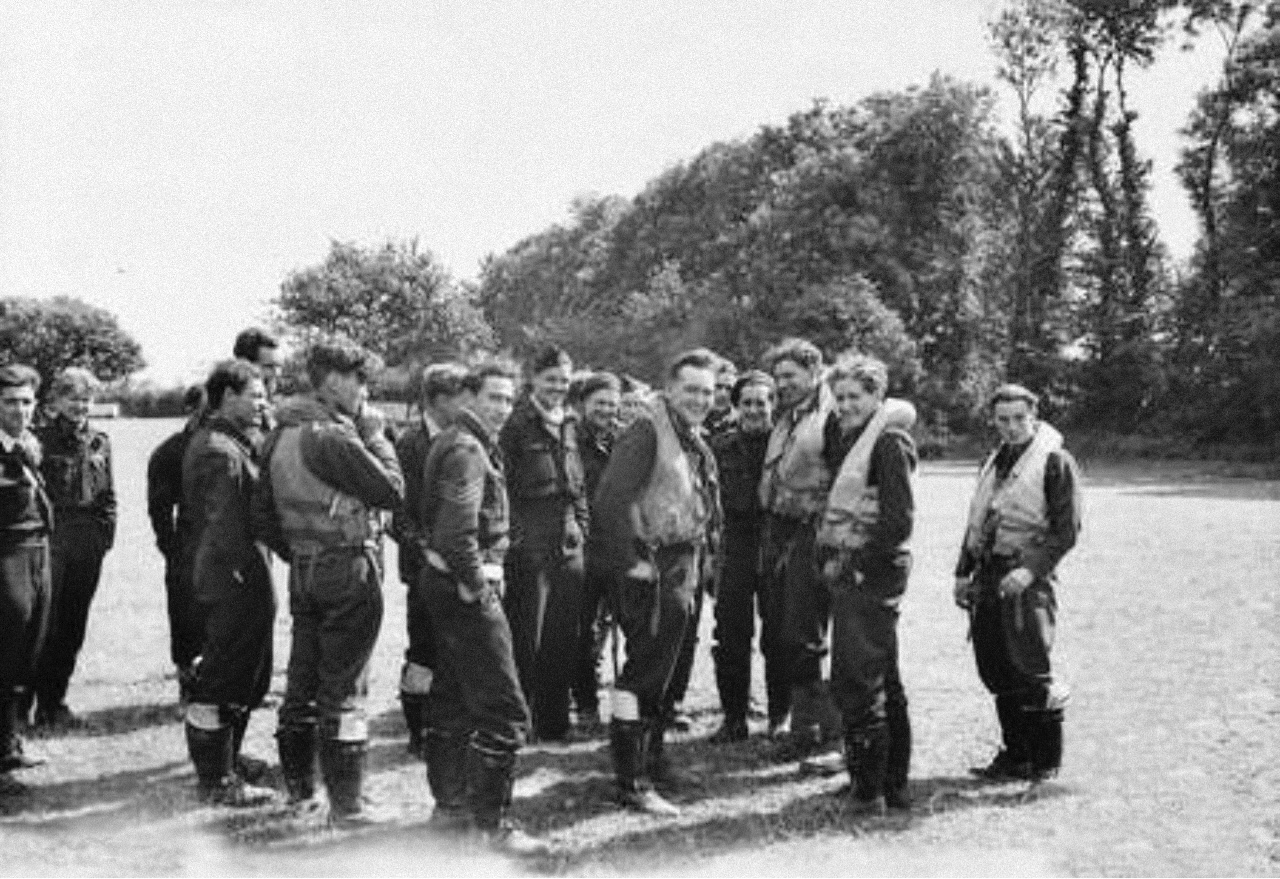
Pilotos australianos y británicos del Escuadrón No. 453 de la RAAF (Normandía, julio de 1944).

La contribución australiana a la Batalla de Normandía implicó más de 3.000 soldados sirviendo bajo el mando británico. La mayoría de este personal era miembro de la Real Fuerza Aérea Australiana (RAAF por sus siglas en inglés), además de un menor número de australianos sirviendo en la Marina Real Británica y el Ejército Británico, luchando también en la lucha previa y posterior al desembarco aliado del 6 de junio de 1944. Aunque todas las unidades del RAAF estacionadas en el Reino Unido (Reino Unido) participaron en la batalla, los australianos solo eran una pequeña porción de la fuerza Aliada. 
Los australianos que participaron en la invasión del día D oscilaba entre 2.000 y 2.500 aviadores RAAF en escuadrones australianos y unidades de la Real Fuerza Aérea Británica, y aproximadamente 500 miembros de la Armada Real Australiana sirviendo en navíos de la Armada Real, así como un número pequeño de oficiales del Ejército australiano y marinos mercantes. El personal de ejército y miles de los aviadores australianos también participaron en la subsecuente Batalla de Normandía entre junio y agosto de 1944 y un escuadrón RAAF operó desde aeródromos en Normandía Durante la campaña, los aviadores australianos proporcionaron soporte directo a las fuerzas terrestres Aliadas atacando a unidades militares alemanas y a sus líneas de abastecimiento, así como formando parte de la fuerza que defendió la cabecera de playa del ataque aéreo y aeronaves transportadoras de refuerzos. Los australianos también apoyaron indirectamente la campaña para atacar submarinos alemanes y embarcaciones que amenazaban la fuerza de invasión. Los oficiales del 13 Ejército australiano participó en la campaña con diversos roles en unidades británicas para ganar experiencia que podrían llevar de vuelta a Australia.
El personal australiano también participó en la invasión del sur de Francia en agosto de 1944, y los aviadores RAAF continuaron operando contra las fuerzas alemanas hasta el fin de la guerra en mayo de 1945. Aun así, las relativamente pocas bajas padecido por las fuerzas aéreas Aliadas durante la batalla en Normandía y las campañas subsecuentes dieron como resultado una tripulación australiana sobre entrenada en el Reino Unido, cientos de los cuales nunca fungieron en combate. La contribución de Australia en la batalla de Normandía está conmemorada en monumentos y cementerios en Londres y Normandía.

## Antecedentes
En 1944 el esfuerzo australiano estuvo enfocado en la Guerra del Pacífico, y muchos de los elementos del ejército eran provenientes de Australia e islas al norte. No obstante, una parte substancial del personal RAAF personal, muchos de los cuales fueron entrenados a través del Plan de Formación Aérea del Imperio (EATS), estuvieron estacionados en el Reino Unido (UK) y participaron en operaciones en contra Alemania. El Gobierno australiano tuvo muy poca influencia sobre dónde los graduados de EATS eran apostados y varios fueron asignados a unidades británicas. El 6 de junio de 1944, 1,816 aviadores australianos (incluyendo 584 pilotos) fueron apostados a escuadrones de RAF. Muchos de los miles de soldados de tierra australiana en el Reino Unido de este tiempo también sirvieron con unidades de RAF. Además, diez escuadrones RAAF de vuelo fueron apostados en el Reino Unido. Estos incluían una unidad regular RAAF, el escuadrón Núm. 10, y nueve escuadrones Artículo XV provisionales, los cuales habían sido formados bajo el acuerdo underpinned EATS. Mientras los escuadrones Artículo XV eran mayormente australianos, muchos incluían una porción considerable de personal británico y de otras ciudades de la comunidad; el 1 de junio de 1944 eran abastecidas por 796 aviadores australianos y 572 aviadores de otros países.[Nota 1] A causa de un sobre existencia de aviadores entrenados a través del Plan de Entrenamiento Aéreo del Imperio, también había centenares de aviadores RAAF en el Reino Unido que fueron asignados a depósitos de personal mientras esperaban a ser apostados a una unidad de combate; previamente a la invasión, estos aviadores estuvieron considerados como una ventaja de las fuerzas del aire Aliadas, pues podían reemplazar las bajas rápidamente.

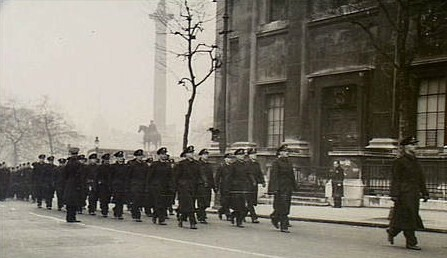
Marcha de aviadores australianos a través de la plaza Trafalgar en Londres el 26 de enero de 1944 en ruta a un servicio de iglesia para conmemorar el Día de Australia

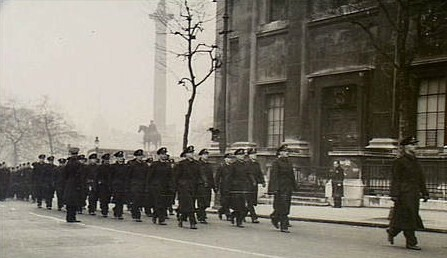
Pilotos australianos marchando por Trafalgar Square en Londres, el 26 de enero de 1944 camino a un servicio religioso para conmemorar el Día de Australia

Las unidades aéreas australianas estuvieron bajo el mando del RAF, integrado al momento del desembarco en Normandía por 306 escuadrones ubicados en el Reino Unido. Dos escuadrones RAAF fueron asignados a la Segunda Fuerza Aérea Táctica (2TAF), la cual proveía soporte directo a los ejércitos Aliados durante la campaña; el Escuadrón n.º 453 operó cazas Spitfire como parte del Ala n.º 125 y el Escuadrón n.º 464 volaron bombarderos ligeros tipo Mosquito como parte del Ala n.º 140. Cuatro escuadrones de bombarderos pesados formados en parte por el Comando de Bombarderos RAF; los escuadrones n.º 460, n.º 463 y n.º 467 fueron equipados con Lancasters y el escuadrón n.º 466 voló Halifaxes. El escuadrón n.º 456, el cual fue un especialista en el caza nocturno, unidad equipada con Mosquitos, formó parte de la Defensa Aérea de Gran Bretaña con la misión de proteger de las fuerzas invasoras. Otros tres escuadrones RAAF en el Reino Unido también realizaba operaciones en Normandía como parte del Comando Costero; Los escuadrones n.º 10 y n.º 461 fueron equipados con hidrocanoas tipo Sunderland que volaban en patrullas sobre las aguas de Reino Unido y Francia, mientras el escuadrón n.º 455 operaba sobre suelo alemán usando aviones de combate tipo Beaufighter.
Además de los aviadores RAAF operando como parte del RAF en el Reino Unido, centenares de australianos de la Armada Real Australiana sirvieron con la Armada Real durante la batalla de Normandía. Buques de guerra australianos formaron parte de las operaciones, aun así, la mayoría de los oficiales australianos sirviendo en la Armada Real eran miembros de la Reserva de Voluntarios de la Armada Real Australiana. Cuatro RAN sub-lugartenientes enviados al Reino Unido para experimentar la formación también fueron asignados a las unidades de aterrizaje de la Armada Real era para ayudar con la escasez de oficiales capaces de coordinar operaciones por estos barcos.
Trece oficiales australianos de la armada fueron incorporados a las unidades de la Armada Británica que combatieron en Normandía. Estos oficiales fueron apostados en el Reino Unido para obtener experiencia en la planeación y conducción a gran escala de operaciones anfibias, lo cual mejoraría los procedimientos del ejército al frente de aterrizajes australianos en el Pacífico. Un solo agente representaba a cada cuerpo del Ejército, y el personal enviado al Reino Unido incluía algunos de los más talentosos y experimentados miembros en servicio.

## Preparaciones previas a la invasión

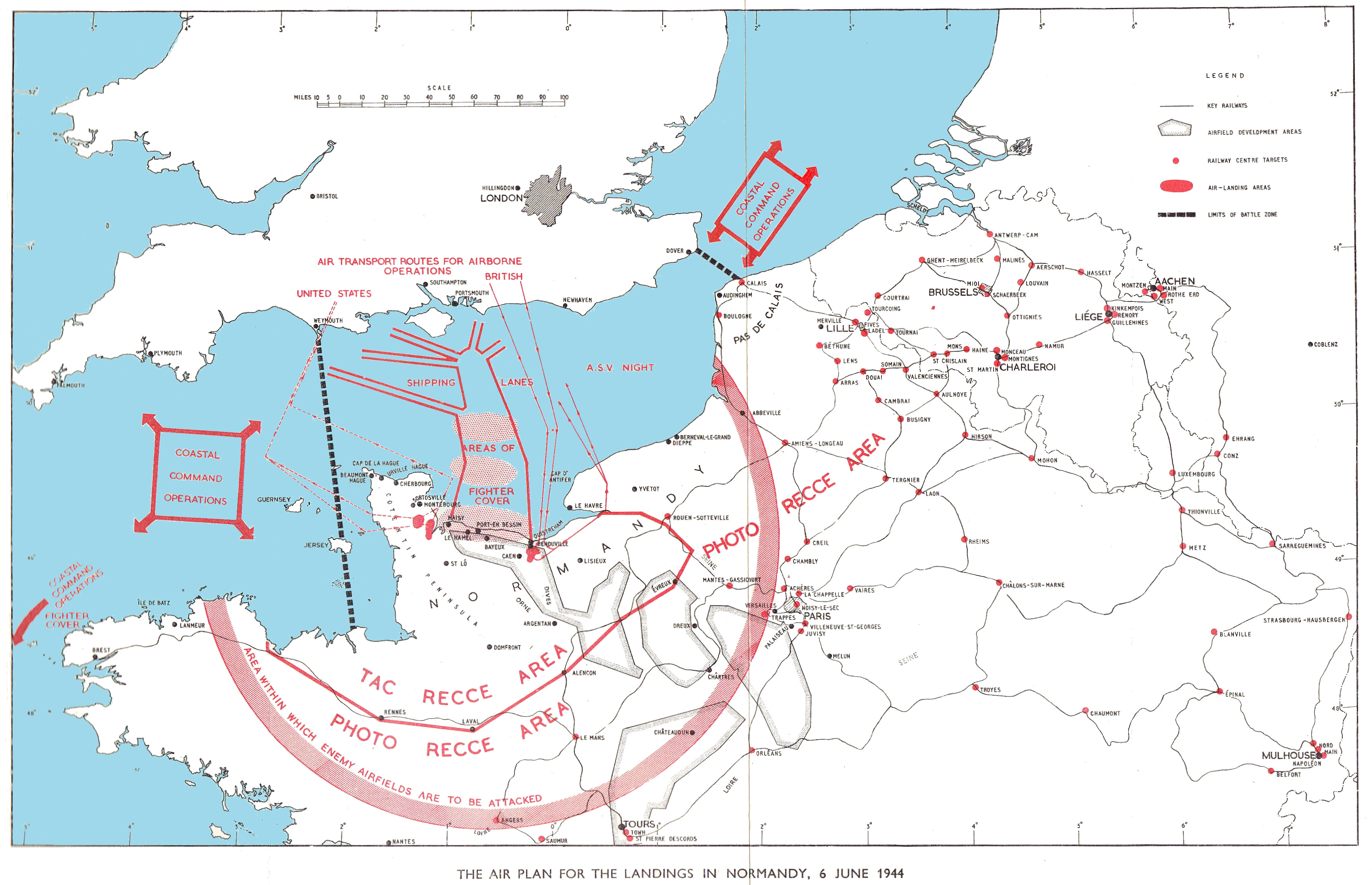
Mapa del plan de aire para el aterrizaje Aliado en Normandía

Pocos australianos estuvieron implicados la planeación de la invasión. Algunos de los responsables de la planeación fueron el Coronel Lugarteniente Ronald McNicoll, quien sirvió como personal de Operaciones en el Cuartel General Supremo de la Fuerza Expedicionaria Aliada; el Comodoro aéreo Frank Bladin, el Oficial de Personal de Aéreo del Grupo Núm. 38 RAF; el Comandante Lugarteniente Victor Smith, Oficial Abanderado de planificación del Área de Asalto británica; y el mayor Douglas Vincent, un oficial adjunto de señales del cuartel del XXX Cuerpo Británico. El Comodoro Australiano Edgar McClaughry, quien había servido con la RAF desde 1919, encabezó la Fuerza Aérea Expedicionaria Aliada que bombardeó Comité, el cual preparó planes aéreos para la invasión.
Durante abril y mayo las fuerzas aliadas aéreas atacaron aeródromos alemanes así como fábricas de aeronaves e instalaciones de reparación en Francia. Los escuadrones Núm. 463 y Núm. 467 participaron en redadas en aeródromos y fábricas cercanas a Toulouse en las noches del 5/6 de abril y del 1/2 de mayo, y bombardearon un aeródromo cercano a Lanvéoc en la noche del 8/9 de mayo. La primera de estas redadas implicó 148 aeronaves y estuvo dirigida por el oficial al mando del escuadrón Núm. 467, Comandante de Ala John Balmer. 2TAF también condujo 12 redadas en aeródromos alemanes durante este periodo, de los cuales ocho implicaron escuadrones ligeros de bombarderos RAF australianos. Los australianos que sirvieron en el escuadrón Núm. 10 RAF también formó parte ocasionalmente en operaciones "ranger" al norte de Francia en busca de aeronaves alemanas. Además, los 31 pilotos australianos apostados en la RAF conducían frecuentemente incursiones para monitorear disposiciones alemanas a lo largo de la costa del Canal Inglés.
Los Aliados también condujeron una importante ofensiva aérea contra la red de ferrocarriles francesa y puentes sobre el río Seine de abril a junio. El comando de bombardeo hizo 53 redadas contra estos objetivos, de los cuales 25 implicaron cuatro escuadrones pesados de bombarderos australianos. Un total de 17 bombarderos australianos perecieron durante estas operaciones, incluyendo seis aeronaves derribados por cazas alemanes durante el ataque sobre los campos en Lille en la noche del 10/11 de mayo. Además, los australianos participaron en 29 de las 46 redadas conducidas por 2TAF de bombarderos ligeros contra la infraestructura ferroviaria francesa. Pilotos australianos, incluyendo todo el escuadrón Núm. 453 de vez en cuando escoltaban algunas de estas redadas y condujeron ataques en tierra dirigidas a los ferrocarriles. 2TAF de cazas bombarderos también atacaron puentes sobre el río Seine desde April como parte de un esfuerzo para sellar la región de Normandía, y pilotos australianos que fueron apostados en escuadrones británicos se enrolaron en un pequeño número de operaciones el escuadrón Núm. 453 atacó puentes y viaductos cercanos a Normandía cercana el 27 de abril y 2 de mayo.
Los australianos participaron en ataques sobre defensas alemanas en Francia en las semanas anteriores al Día-D. El escuadrón Núm. 453 colaboró en cuatro redadas sobre estaciones de radar a finales de mayo e inicios de junio, y unidades de pilotos RAAF sirvieron con cazas británicos y escuadrones de casa bombarderos en muchos otros ataques. El cuatro escuadrón australiano de bombarderos pesados contribuyó en redadas a estaciones de radar e instalaciones de comunicaciones en la semana anterior al desembarco. Estas unidades también golpearon baterías costeras alemanas a lo largo del canal costero en nueve ocasiones entre el 8 y el 29 de mayo; australianos sirvieron con las unidades ligeras de bombarderos británicos en 14 redadas a baterías alemanas. El escuadrón RAAF de bombarderos pesados y las unidades pesadas y ligeras australianas RAF también participaron en redadas contra campamentos de Ejército alemán en Francia y Bélgica durante mayo. Los escuadrones australianos padecieron grandes pérdidas en varios de estos ataques, incluyendo la pérdida de siete aeronaves durante una redada en la división 21.º Panzer a las instalaciones en el campamento Mailly-le en la noche del 3/4 mayo. Además de estos ataques a posiciones alemanas, el comando de bombarderos golpeó las siete fábricas y depósitos de municiones más grandes en Francia a finales de abril e inicios de mayo; los cuatro escuadrones australianos participaron en cinco de estas operaciones sin pérdidas de aeronaves.
Liderando la invasión, la RAF intensificó sus operaciones contra submarinos alemanes y embarcaciones operando cerca de Francia. El Comando Costero de Aeronaves destruyó seis submarinos durante once días durante mayo; donde aeronaves australianas contribuyeron en tres de estos hundimientos. El Comando de Bombarderos expandió su programa para poner minas navales en April, y el escuadrón Núm. 460 tanto como las unidades ligeras y pesadas de bombarderos australianos tomaron parte en estas operaciones para depositar minas en el Mar Báltico y la bahía de Heligoland. El comando costero anti-embarcaciones, la cual incluía al escuadrón RAAF Núm. 455 emprendió principalmente ejercicios de entrenamiento durante abril, pero ocasionalmente atacaba convoyes alemanes en el Canal inglés.
Los Aviadores australianos también se implicaron en proteger el sur de Inglaterra de ataques aéreos alemanes que lideraban la invasión. Desde finales de abril a inicios de junio el escuadrón n.º 456 fue parte de la fuerza encargada de defender las ciudades portuarias del sur de Inglaterra de una serie de ataques aéreos. El escuadrón australiano aporto con ocho de los 22 bombarderos que participaron en los cazas nocturnos de la Defensa Aérea de Gran Bretaña durante este periodo. El escuadrón Núm. 464 también condujo redadas de incursión para intentar destruir bombarderos alemanes que regresaban a sus bases en Francia. Durante este periodo el escuadrón Núm. 453 y 36 aeronaves australianas fueron apostadas en ocho unidades RAF para formar parte de las patrullas defensivas que buscaban impedir los vuelos de reconocimiento alemanes que volaban sobre el sur de Inglaterra durante la luz del día, pero ninguna aeronave alemán intentó esto.
Además de las campañas aéreas, un pequeño número de australianos participaron en operaciones especiales en el frente de la invasión. En enero de 1944, el teniente Ken Hudspeth de la RANVR, que comandó el minisubmarino midget HMS X20, transportó un equipo de personal especializado a inspeccionar y recolectar muestras de suelo de las playas francesas que se consideraron para la invasión. Esta operación fue exitosa y le significó a Hudspeth su segunda insignia de Cruz de los Servicios Distinguidos (DSC). Nancy Wake, un australiano sirviendo con los Ejecutivos de Operaciones Especiales británicos, fue desplegado en Francia en abril de 1944 y posteriormente ayudado a organizar en la región de Auvernia la Resistencia francesa.

## Australianos en el D-Día
En la noche de 5/6 de junio el Comando de Bombarderos condujo ataques precisos sobre diez baterías de artillería costera alemana cerca de las playas donde las tropas Aliadas estaban estacionadas. Cada batería fue identificada con aproximadamente 100 bombarderos pesados, y los cuatro escuadrones de bombarderos pesados australianos participaron en la operación. El escuadrón n.º 460 despachó 26 aeronaves, las cuales fueron distribuidas para atacar baterías en Fontenay-Crisbecq y St Martin de Varreville. El escuadrón Núm. 466 proporcionó 13 aeronaves a la redada en baterías en Merville-Franceville Maisy, 14 aeronaves del escuadrón Núm. 463 golpeó Pointe du Hoc y el escuadrón Núm. 467 despachó 14 aeronaves contra baterías en Ouistreham. Los escuadrones RAAF no sufrieron pérdidas. Muchas aeronaves australianas participaron en unidades británicas en este ataque y 14.8 por ciento de los 1,136 bombarderos fueron pilotados por algún escuadrón RAAF o fueron pilotados por algún australiano.

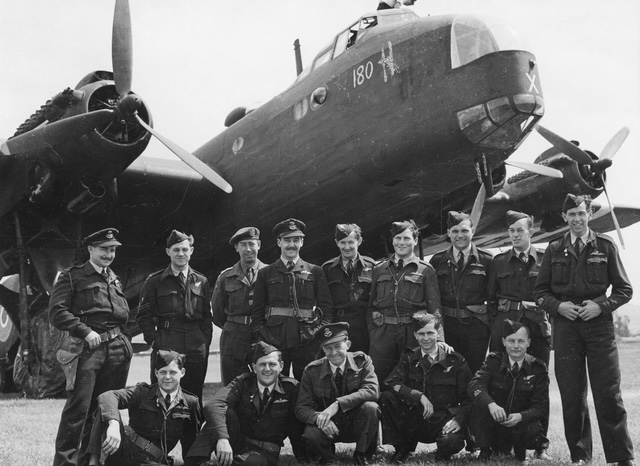
Miembros australianos del Escuadrón RAF Núm. 196 con una aeronave de la unidad Stirling al fondo. Este escuadrón remolcó planeadores a Normandía en el Día-D.

Unidades RAF australianas también aterrizaron paracaidistas en Normandía y participaron en diversas operaciones. En la noche del 5/6 de junio varios pilotos australianos sirvieron en bombarderos pesados que soltaron chaff tipo "window" en patrones sobre los radares alemanes que simulaban la apariencia de convoyes en la región de Pas de Calais en Francia. Otros australianos sirvieron en aeronaves que arrojaron paracaidistas falsos para interferir con los radares alemanes. Un piloto australiano en el escuadrón RAF n.º 139 formó parte de la redada "intruso" contra objetivos en Alemania del occidental y los Países Bajos que buscaba desviar aeronaves alemanas fuera de Normandía. Australiano aircrew también servido a bordo la aeronave de transporte de Núm. 38 RAF de Grupo y Núm. 46 RAF de Grupo, el cual voló el británico 6.º Airborne División del Reino Unido a Normandía en la noche de 5/6 junio. Aproximadamente 14 por ciento de la aeronave de transporte en Núm. 38 Grupo estuvo pilotado por australianos, aunque la proporción de australianos en Núm. 46 Grupo era mucho más bajo. había ningún completamente australiano aircrews en cualquier grupo.
Las aeronaves australianas apoyaron la batalla del 6 de junio. El escuadrón Núm. 453 era uno de los 36 escuadrones Aliados que proporcionó apoyo aéreo de baja altitud para la flota de invasión y las fuerzas terrestres. Varios escuadrones de pilotos volaron en muchas incursiones durante el día, aunque no encontraron alguna aeronave alemana. El escuadrón Núm. 456 también formaba parte de las fuerzas que proporcionaron defensa aérea en el área de invasión durante la noche. Además, aproximadamente 200 pilotos australianos estuvieron repartidos a través de las docenas de cazas y cazas bombarderos RAF que apoyaron los desembarcos. Un número pequeño de pilotos australianos también sirvieron en unidades RAF de reconocimiento y en el escuadrón 2TAF de bombarderos ligeros, los cuales también combatieron en Francia en el día D. Los tres escuadrones australianos asignados al comando costero volaron solo un número pequeño de incursiones el 6 de junio pues pocos submarinos alemanes y barcazas-E fueron apostadas en el mar.
Aproximadamente 500 RAN sirvieron como personal de operación a bordo de navíos RN. Mientras la mayoría formaba parte de la tripulación de buques de guerra RN, varios oficiales australianos lideraron flotillas de desembarco y otros comandaron naves individuales. En ocasiones el subteniente Dean Murray comandaba una fuerza de seis naves de asalto de desembarque que desembarcaron soldados británicos de la 3.ª División de Infantería en Playa de Espada. Hudspeth También tomó X20 a través del canal para marcar el borde de la playa de Juno durante los aterrizajes allí; recibió su tercer DSC por completar esta misión. Algunos de los buques con tripulación australiana que apoyaron en los desembarcos fueron HMS Ajax (el cual tuvo tres RANVR oficiales a bordo), Ashanti, Enterprise, Eskimo, Glasgow, Mackay y Scylla. Miembros australianos del Marina Mercante también participado en los desembarcos del día D, aunque el número de marineros implicados se desconoce.
Pocos oficiales del Ejército australiano en unidades británicas desembarcaron en el día D. El mayor Jo Gullett, quien era el segundo al mando de una compañía de infantería en el 7.º Batallón, Green Howards, llegó a la costa de Playa de Oro como parte de la fuerza de invasión. En sus memorias Gullett describió el desembarco como "sencillamente la ocasión más impresionante de mi vida". Posteriormente dirigiría una compañía de escoceses reales hasta que fue herido por una ametralladora alemana el 17 de julio. La mayoría de los otros agentes australianos sirvió en posiciones apoyo; el Teniente Coronel Bill Robertson era el jefe de la 51.º (De montaña) División de Infantería cuándo aquella unidad llegó a Normandía y más tarde fue apostado a la 50.º División de Infantería donde sirvió en la misma función. Vincent llegó a la costa el 7 de junio y sirvió con el XXX cuerpo, 7.º de Blindados y 43.º División de Infantería durante la campaña.
Debido a la carencia de una nómina u otros registros que enlistaran a los australianos que formaron parte del desembarco en el día D, es imposible determinar el número exacto de los implicados. Aun así, ha sido estimado que aproximadamente 3,000 personal militar australiano y mercader seamen participó en la operación.[Nota 2] El número total de los australianos matados el 6 de junio era 14, de quien 12 era RAAF aviadores y dos era miembros del CORRIÓ.

## Peleas Subsecuentes
La lucha en Normandía continuó hasta agosto de 1944, cuándo los Aliados salieron de la región y rápidamente avanzaron a la frontera alemana. Esta campaña dominó las actividades de ocho de los diez escuadrones australianos en el Reino Unido, así como la mayoría de los aviadores apostados a unidades de RAF. Durante julio y agosto las unidades RAAF operaron en el nivel más alto de actividad en la guerra por aquel punto, pero la moral se mantuvo alta pues los aviadores percibieron que la contribución de la fuerza aérea para la campaña sería decisiva. Un gran número de aviadores australianos que estaban en formación o a la espera de ser apostados en el Día D fueron asignados a unidades de combate durante la pelea para reemplazar bajas en la campaña de Normandía.
Además del personal militar implicado en la lucha, varios corresponsales de guerra australianos informaron en la Batalla de Normandía. Chester Wilmot aterrizó con la 6.º División Aerotransportadora en el Día D, y dio cobertura de la lucha para la BBC lo que pronto le hizo uno de los mejores corresponsales de guerra Aliados sabidos. Otros periodistas australianos en Normandía fueron John Hetherington, Geoff Hutton y Ronald Monson.

### Junio

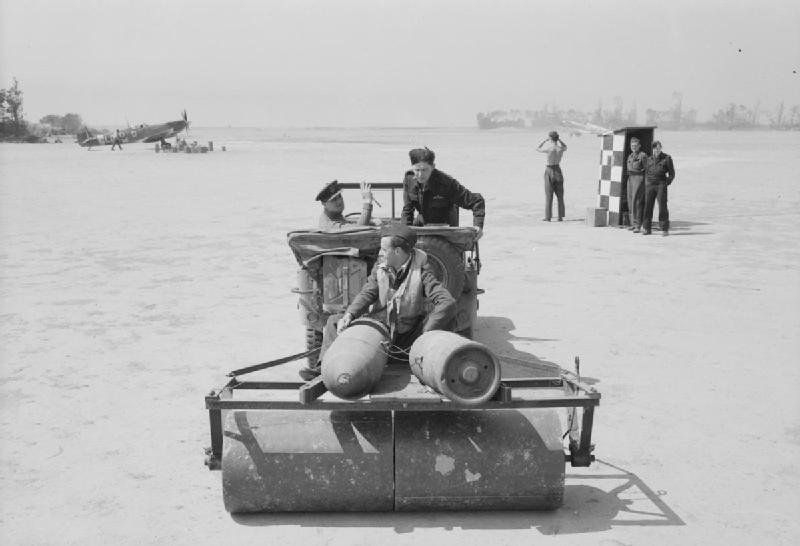
Tres miembros del Escuadrón RAAD Núm. 453 ayudan desplegando una avanzada de aterrizaje en tierra B11, Longues-sur-Mer (junio a septiembre de 1944). Utilizan un rodillo agrícola local que lastra con dos bombas de 500 libras

Los aviadores australianos estuvieron implicados en esfuerzos Aliados para retrasar los refuerzos alemanes en alcanzar Normandía durante junio. En la noche del 6/7 junio, 20 Mosquitos del Escuadrón Núm. 464 fueron despachados para atacar convoyes alemanes en la carretera y trenes en Francia del norte. El cuatro escuadrón australiano de bombarderos pesados participó en redadas en ciudades francesas en esta noche. Mientras los escuadrones Núm. 463, Núm. 466 y Núm. 467 atacaban instalaciones ferroviarias claves, el escuadrón Núm. 460 formó parte de un ataque en Vire, el cual buscó destruir la ciudad para impedir que los alemanes utilizaran las carreteras a través de él. Siguiendo estas redadas iniciales, la orden bombardear continuó en objetivos a infraestructura ferroviaria en Francia como un esfuerzo para interrumpir el movimiento de refuerzos alemanes a Normandía. El mando operó intensamente durante la semana después de la invasión, y algunos pilotos australianos volaron consecutivamente en redadas durante este periodo. En general, se realizaron 16 redadas de bombardeo en contra instalaciones de ferrocarriles en Francia entre el 13 y el 30 de junio, de los cuales seis incluyeron al menos un escuadrón del RAAF. Los escuadrones de bombarderos pesados RAAF y australianos en unidades RAF también participaron en varios ataques a vertederos de suministro alemán y aeródromos durante este periodo. El mando de bombarderos hizo menos redadas a estos objetivos de los que se planearon previamente a la invasión, sin embargo, como las unidades eran asignadas frecuentemente a atacar instalaciones asociadas al bombardero de vuelo V-1 que los alemanes usaban contra el Reino Unido. El escuadrón Núm. 464 también operó contra vehículos alemanes que viajaban de noche entre el 7/8 y 12/13 de junio. Sobre todo, el escuadrón dirigió ataques durante 19 noches durante junio, durante las cuales cinco aeronaves fueron destruidas. Los australianos en 2TAF, otra unidad de bombarderos medianos y ligeros, también atacó las líneas de comunicación alemanas en Francia y ocasionalmente proveía apoyo a las fuerzas aliadas en tierra durante este periodo.
Durante junio, los australianos también contribuyeron en la defensa aliada de la costa en contra de ataques marítimos y aéreos alemanes. El escuadrón Núm. 453 y los pilotos de combate RAAD en unidades RAF continuaron volando en patrullas sobre la costa en la semana posterior al Día D, pero raramente se encontraba una aeronave alemana. Desde el 11 de junio, escuadrones de aeronaves australianas operaron frecuentemente desde los aeródromos construidos en Normandía, y el 25 de ese mes ese y otras unidades del escuadrón Dúm. 125 de Alas fue movido desde el Reino Unido a la avanzada de aterrizaje de tierra B11 dentro de la costa cerca de Longues-sur-Mer. A finales de junio el escuadrón Núm. 453 y otras unidades RAF Spitfire atacaron posiciones alemanas en Normandía así como proporcionaron defensa de aérea a las fuerzas Aliadas en el área; durante el mes el escuadrón voló en más de 700 incursiones. Un número pequeño de australianos apostados en escuadrones RAF fueron equipados con el bombardero Hawker Typhoon y también atacaron vehículos alemanes y dieron soporte directo a las tropas de tierra Aliadas durante el mes. El escuadrón Núm. 456 el cual era uno de los cuatro escuadrones nocturnos asignado a proteger la costa, encontró frecuentemente aeronaves alemanas y derribó doce de ellas en la semana posterior al desembarco. El Lugarteniente Australiano de cazas Nicky Barr, quien escapó de la custodia alemana en Italia durante 1943. también sirvió brevemente en una unidad de control de soporte aéreo en Normandía. Barr Aterrizó en Omaha Beach el 9 de junio, pero regresó al Reino Unido tres días más tarde porque su comandante creyó que las fuerzas alemanas ejecutarían a Barr si lo recapturaban.
Buques superficiales y submarinos alemanes atacaron la flota de invasión aliada, y los miembros australianos del mando costero participaron en ataques contra estos barcos. Los dos escuadrones de barcas de vuelo RAAF operaron intensamente durante junio, pero no hundieron ningún barco o submarino alemán. La tripulación de dos B-24 Liberators británicos que hundieron submarinos durante este periodo incluían personal australiano. Aun así, había australianos en aeronaves RAF voltando en patrullas antisubmarino y antiembarcaciones. Además, el escuadrón Núm. 455 participó en varios ataques a E-barcas operando en Normandía al igual que barcos alemanes navegando a través del canal inglés. El escuadrón Núm. 460 y australianos en otros bombarderos también participaron en redadas sobre bases de E-botes en Le Havre y Boulogne en las noches del 14/15 y 15/16 de junio respectivamente.

### Julio y agosto
En julio los ejércitos Aliados tuvieron dificultades avanzando contra las fuerzas alemanas en Normandía. En un intento de crear una ruptura, las fuerzas aliadas aéreas decidieron usar bombarderos pesados para atacar posiciones alemanas. El primero de estos ataques tuvo lugar el 7 de julio por el 467 Comando de Bombarderos y atacó fuerzas alemanas apuntadas cerca de Caen, así como la ciudad. La contribución australiana a esta redada incluida 20 Lancasters del escuadrón Núm. 460 y 14 Halifaxes del escuadrón Núm. 466, así como tripulación en unidades de RAF. Una aeronave del escuadrón Núm. 460 hizo un aterrizaje forzoso en la costa aliada después de ser dañado por un arma antiaérea alemana, pero su tripulación sobrevivió y fueron evacuados al Reino Unido. Mientras el ataque devastó Caen, las tropas de tierra eran solo capaces de capturar la mitad del norte de la ciudad cuándo adelantaron el 8 de julio. Todo cuatro escuadrones bombarderos pesados australianos participó en una serie de ataques en posiciones alemanas el 18 de julio cuando parte de Operación Goodwood, pero este ofensivo también fallado para resultar en un breakthrough. El 30 de julio, Núm. 463, Núm. 466 y Núm. 467 Escuadrones aeronave contribuida a otro bombardeo importante de las posiciones alemanas cercanas Caumont al frente de Operación Bluecoat; 693 bombarderos pesados participaron en este ataque, del cual 39 era de los escuadrones australianos, pero muchos no cayeron sus bombas cuando la nube ocultó los marcadores de apuntar en el área de objetivo. Todo cuatro escuadrones bombarderos pesados australianos participó en el ataque importante próximo, el cual tuvo lugar en la noche de 7/8 agosto para apoyar Operación Totalize, pero la nube y el humo otra vez impidieron muchos de los bombarderos de atacar el área de objetivo. Los cuatro escuadrones también posiciones de Ejército alemanas atacadas el 14 de agosto en soporte de Operación Tractable; la visibilidad era clara encima la mayoría del área de objetivo, y las redadas estuvieron consideradas exitosas. Por este tiempo los ejércitos Aliados exitosamente habían roto fuera de Normandía, y no ataques bombarderos pesados más lejanos estuvo requerido.

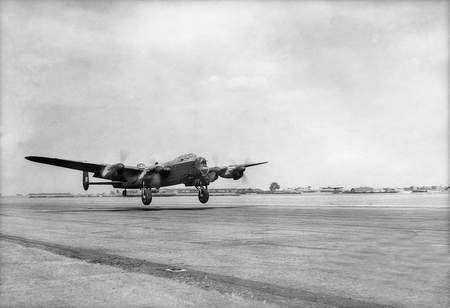
Escuadrón Lancaster Núm. 463 Escuadrón saliendo de RAF Waddington para una redada de día para el soporte de las fuerzas Aliadas en Normandía durante agosto de 1944

Los australianos continuaron implicados en ataques aéreos de las Fuerzas Aliadas que intentaban interrumpir el movimiento de refuerzos y líneas de suministros alemanas a Normandía durante julio y agosto. Así como dar soporte a las fuerzas Aliadas en tierra y continuaron bombardeando instalaciones de bombarderos V-1 alemanes al Norte de Francia, el comando de bombarderos atacó instalaciones ferroviarias en Francia durante julio y agosto, y por último uno de los escuadrones australianos de bombarderos pesados participó en 15 de las 25 redadas en contra de estos objetivos El escuadrón Núm. 464 voló más de 350 redadas durante julio y 400 en agosto contra transportes e infraestructura en Francia y convoyes de vehículos alemanes. Estas operaciones, que fueron generalmente realizadas de noche, tuvieron el precio de tres aeronaves. La única interrupción al escuadrón Núm. 464 a un transporte en la noche del 14/15 de julio, cuando cuatro aeronaves piloteadas por pilotos altamente experimentados atacaron con una precisión exitosa sobre un cuartel de la Gestapo en Bonneuil-Matours. Unidades australianas de bombarderos ligeros y mediados de 2TAF también participaron en ataques a puentes y vías de tren durante julio.
El escuadrón Núm. 453 operó en Normandía desde julio a agosto, y principalmente patrulló tras el frente alemán en busca de transportes a motor para atacar. Ocasionalmente se enfrentaba a aeronaves alemanas durante este periodo y derribó varios cazas Me 109 y Fw 190. El escuadrón voló 727 incursiones durante julio, pero perdió muchos de sus Spitfires por torretas antiaéreas. El escuadrón Núm. 453 continuó operando contra transportes durante agosto y se movió a un aeródromo cerca de Lingèvres en el 13.º del mes. Este aeródromo fue atacado por una aeronave alemana al día siguiente, resultando en la muerte de uno piloto australiano y otros tres heridos. El escuadrón experimentó un éxito considerable durante la ruptura Aliada, y reclamó haber destruido un gran número de vehículos alemanes durante agosto. En general, el escuadrón Núm. 453 voló más de 1,300 incursiones de combate durante julio y agosto. Mientras el escuadrón de cazas nocturnos Núm. 456 condujo patrullas sobre Normandía a principios de julio y derribó cuatro bombarderos alemanes el 5.º del mes, la unidad—comúnmente con una mayoría de cazas nocturnos tipo Mosquito estacionados en el Reino Unido—tuvo la tarea de interceptar bombarderos V-1 desde el 6 de julio en adelante.
Los escuadrones de barcas voladoras australianas asignadas al comando costero también continuaron apoyando la invasión durante julio y agosto. El 8 de julio el escuadrón Núm. 10 Sunderland hundió un submarino U-243 alemán a 130 millas (210 km) al suroeste de Brest. En general, el escuadrón Núm. 10 Escuadrón voló 56 patrullas durante julio y el escuadrón Núm. 461 dirigió 67, la mayoría hechas de noche. El escuadrón Núm. 461 Sunderlands averió el submarino U-385 a 150 millas (240 km) al sur de Brest el 10 de agosto, y este fue hundido al día siguiente por el HMS Starling. El 13 de agosto otro escuadrón Núm. 461 Sunderland atacado y hundido un U-270. El escuadrón Núm. 10 casi tantas patrullas durante agosto como lo hizo en julio, pero no encontró algún submarino. El escuadrón Núm. 455 participó en varios ataques a naves alemanas viajando desde Holanda y en el Mar Del norte durante julio y agosto, pero estas operaciones no fueron directamente relacionadas con apoyar la invasión.

## Consecuencias
El personal RAAF también participó en la invasión de las fuerzas aliadas al sur de Francia (Operación Dragoon) durante agosto de 1944. El escuadrón Núm. 458, el cual estuvo equipado con bombarderos Wellington voló patrullas antisubmarinos y atacó objetivos en Italia del norte y Francia del sur después del desembarco, el cual tuvo lugar el 15.º del mes. El escuadrón continuó estos deberes hasta el fin de agosto. El escuadrón Spitfire Núm. 451 escoltó convoyes de invasión Aliada el 14 de agosto y patrulló sobre la costa Aliada cuando las tropas llegaron a la playa al día siguiente. Desde el 25 de agosto el escuadrón estuvo estacionado en un aeródromo cercano a Cuers en Francia y proveyó defensa aérea a la región hasta octubre. Pocos cazas alemanes fueron encontrados durante este periodo.
Las pocas bajas que las fuerzas aéreas de la Comunidad recibió durante la batalla de Normandía llevó a un sobre abastecimiento de tripulación entrenada. Mientras el número de pilotos y otros aviadores en formación a través de EATS comenzaba a reducirse a principios de 1944, para el 30 de junio había miles de pilotos calificados—incluyendo 3,000 australianos—en el Reino Unido esperando ser apostados a unidades operacionales. Este gran número de excedió el requerimiento de las fuerzas aéreas Aliadas. Consiguientemente, el flujo de aviadores en instalaciones EATS de entrenamiento de Canadá al Reino unido se recortó mucho, y Australia cesó de enviar aviadores a entrenar al extranjero para agosto. Mientras 1,245 aviadores australianos llegaron al Reino Unido durante los últimos seis meses de 1944 (una reducción de los 5,181 que habían llegado en los primeros seis meses del año), solo quienes estuvieron calificados por artilleros del aire fueron asignados a unidades de combate. No era posible encontrar posiciones de vuelo para la mayoría de los aviadores sin asignar que llegaron después de junio de 1944, y algunos fueron regresados a Australia; el resto de la guerra fue usado en cursos de entrenamiento y varias funciones sin vuelo.
El personal militar australiano en Europa permaneció activo hasta el fin de la guerra. Durante la rendición alemana en mayo de 1945, había 15,500 miembros del RAAF en el Reino Unido y Europa occidental, de los cuales 12,300 estaban calificados como tripulación. La mayoría de los miembros de los oficiales de las fuerzas armadas de Australia que fueron apostados en el Reino unido al frente del Día D también permanecieron en Europa hasta el fin de la guerra.

## Conmemoración

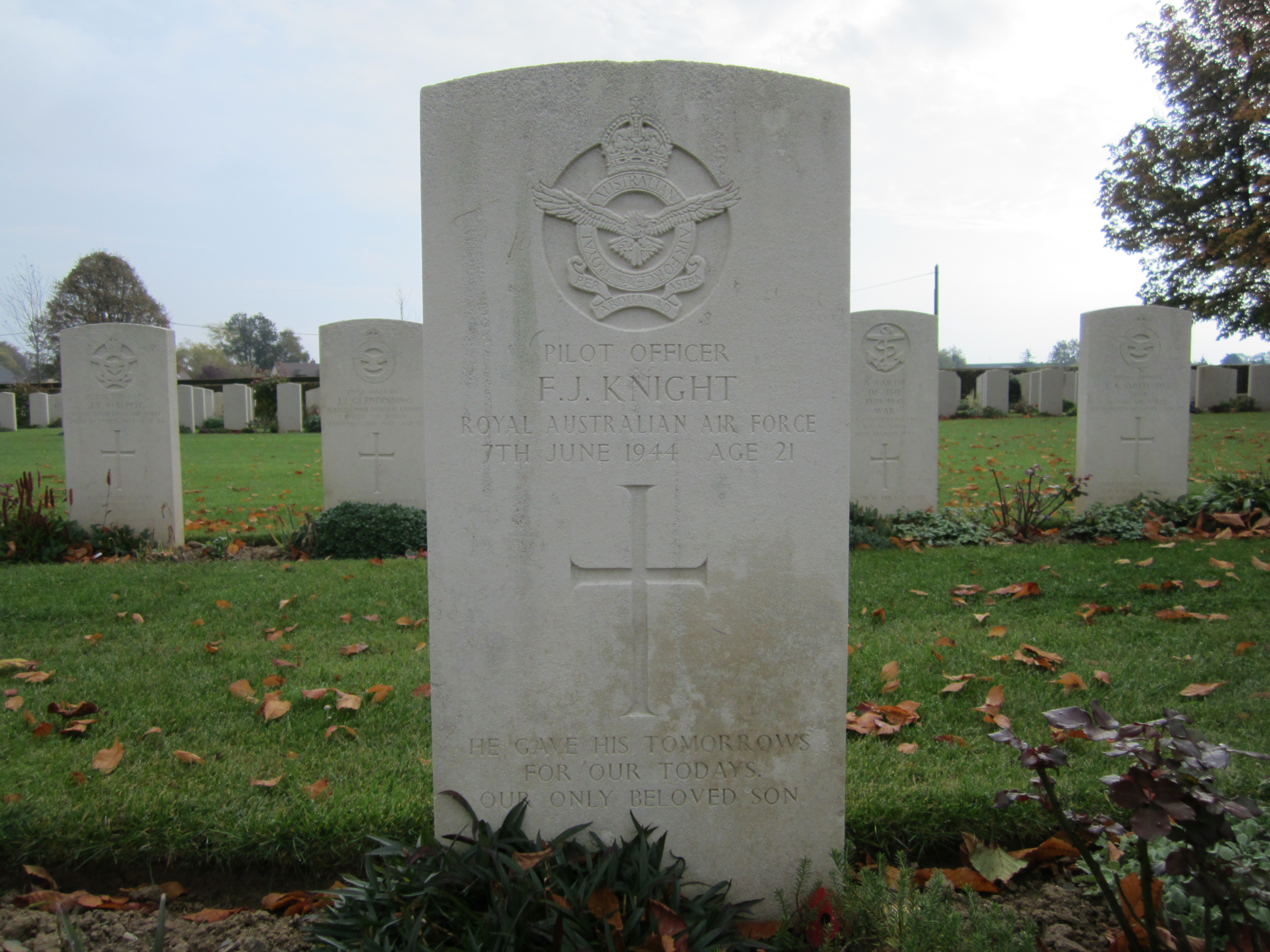
La tumba de Oficial Piloto Frederick James Knight en el Cementerio de Guerra Bayeux. Knight era un piloto del escuadrón Núm. 460 y el único miembro australiano de su tripulación de bombarderos Lancaster. Los siete aviadores murieron el 7 de junio de 1944 cuándo el bombardero fue derribado o chocó durante la redada en Vire.

En general, 1,177 militares australianos fueron asesinados en Europa Occidental y Gran Bretaña durante la invasión a Francia y la subsecuente campaña en Normandía. Estas pérdidas fueron mayores que aquellas sufridas por las fuerzas australianas en el Pacífico durante este periodo. Un total de 44 australianos están enterrados en los cementerios de la Comisión de Tumbas de la Comunidad en la región de Normandía. Estos incluyen los hombres muertos en la región previo a la invasión y aquellos que murieron durante la pelea en 1944. De las tumbas australianas,, 17 están en el cementerio de guerra Bayeux, seis en Santo-Désir de Lisieux, cinco en Banneville-la-Campagne, cuatro en el cementerio de guerra canadiense Bretteville-sur-Laize, tres tanto en Douvres la Délivrande y Hermanville-sur-Mer, dos en Ranville y uno en cada uno en Centenos-Nazenville, Santos-Manvieu-Norrey, Bolbec y Tilly-sur-Seulles. El Monumento Bayeux, el cual lista los nombres de las bajas de la Comunidad en Normandía sin tumba conocida no incluye australianos. El entierro más reciente de un australiano que sirvió en Normandía tuvo lugar en abril de 2011 cuando el Lugarteniente del escuadrón de vuelo Núm. 453, el piloto Henry Lacy Smith, fue enterrado en el cementerio de guerra Ranville. Smith se ahogó cuando su Spitfire se estrelló en el Río Orne el 11 de junio de 1944, pero su cuerpo no fue recuperado hasta noviembre de 2010.
La implicación de Australia en la Batalla de Normandía también ha sido conmemorada a través de monumentos y visitas estatales oficiales. Muchos de los escuadrones RAAF que lucharon en la campaña les fueron otorgada los honores de batalla después de la guerra, en reconocimiento a su contribución. "Normandía" es también uno de los 47 sitios de batalla grabados en el Monumento de Guerra Australiano, en Londres, el cual fue dedicado en 2003. En 2004, el primer ministro australiano John Howard atendió las ceremonias en Francia que marcaron el 60.º aniversario de la invasión de Normandía. El Gobierno francés también otorgó la Legión de Honra a diez de los veteranos australianos supervivientes del desembarco para conmemorar este aniversario. En 2014, el Primer ministro Tony Abbott y un partido de siete veteranos australianos de la campaña atendieron las ceremonias para conmemorar el 70.º aniversario del día D. Cuándo el Mémorial de Caen abrió en 1988, los mástiles al exterior del museo que no tienen una bandera australiana conmemoran a las ciudades participantes en la batalla. El anterior piloto del escuadrón caza Núm. 453 Colin Leith hizo campaña para añadir una bandera australiana añadió, y esto se consiguió el 1 de mayo de 1998. A pesar de estas conmemoraciones, hay poca conciencia entre los australianos actuales sobre el impacto de su país en la batalla de Normandía, y las campañas que se pelearon en el Pacífico tienen un sitio mucho más prominente en la memoria pública de la Segunda Guerra Mundial.